# Эскортница (фильм)
«Эскортница» — российский фильм 2023 года режиссёра Михаила Погосова, снятый по его же сценарию.

## Сюжет
Анна (Анна Старшенбаум) для всех вокруг является организатором выставок современного искусства, но в действительности же в узком кругу известна как Кристина. Она сама бывшая эскортница и является организатором вечеринок с эскортницами в Дубае. Правда, о двойной жизни девушки не знает ни её мама, ни будущий муж, чиновник, с которым она собирается сочетаться браком, ведь дата их свадьбы уже назначена (Петар Зекавица), ни его маленькая дочь, которая уже называет Анну мамой.
Жизнь рушится в одну ночь, и град проблем сыпется на Анну-Кристину. Кто-то сказал её матери, чем она на самом деле занимается, и мать с инфарктом оказалась в больнице, из-за чего ей срочно требуется операция. Анна оставляет за старшую свою подругу Алину, летит в Москву, а оттуда едет в Тулу к матери. В этот момент её «подопечных» арестовывает дубайская полиция, а серьёзные люди из числа заказчиков грозят расправой за срыв мероприятия. За рулём машины на трассе Москва-Тула она по телефону разруливает проблемы с помощью курирующего её сотрудника спецслужб Сергея (Дмитрий Нагиев).

## В ролях
- Анна Старшенбаум — Анна, она же Кристина
- Дмитрий Нагиев — Сергей
- Петар Зекавица — Андрей
- Ирина Безрукова — мама Анны
- Алина Алексеева — Алина
- Мария Столярова — Настя
- Полина Гренц — Дануся
- Лиона Филь — Света
- Ксения Гежа — нотариус
- Андрей Мясников — бизнесмен
- Сергей Миколайчук — чиновник
- Никита Аладьев — чиновник
- Виталия Корниенко — Ева, дочь Андрея
- Алиса Конашенкова — девочка в машине

## Показ
Трейлер фильма вышел в январе 2023 года, в широкий прокат фильм вышел 8 марта 2023 года, в первую недели проката входил в ТОП-10 кинопроката России на шестой строчке — 100 тысяч зрителей, но в следующие три недели проката не смог собрать и половины этого числа; всего же за 4 недели проката фильм посмотрели 151 750 зрителей, а общие кассовые сборы составили 52 529 424 рублей.

## Критика
«Эскортница» — не отечественный ответ польским «Эскортницам», а российская версия «Лока» с Томом Харди. Почти всё действие происходит в автомобиле — главная героиня едет к матери из Москвы в Тулу, только вот все её разговоры по телефону сводятся к обсуждению эскорт-бизнеса. Скажем прямо, «Эскортница» — удовольствие не на всякого.— Евгений Ткачёв, «Афиша»

Представьте себе фильм «Лок» с Томом Харди, только вместо него — Анна Старшенбаум. Девушка с прошлым, которое раскрывается по ходу дела через разговоры, решает проблемки по ходу дела, не выпуская руля из рук. Собственно, весь фильм — одна сплошная фига в кармане. Идёшь на фильм с названием «Эскортница» — получаешь небольшую сцену с оргией в затемнённом помещении в начале и… всё. Идёшь на триллер, а получаешь болтологическую муру с истерящими актёрами и Анной Старшенбаум. Идёшь на хорошее кино, а получаешь «Эскортницу». Господа режиссёры, не снимайте такое кино, пожалуйста — ему ещё после вас существовать.— Иван Афанасьев, «7 дней»

## Рецензии
- Евгений Ткачёв — «Поехавшая» vs «Эскортница»: комедия про велосипедистку и эротический триллер с Дмитрием Нагиевым // Афиша. 9 марта 2023
- Иван Афанасьев — «Эскортница»: эротический триллер с Анной Старшенбаум и Дмитрием Нагиевым // 7 дней, 10 марта 2023